# Estádio Azul
O Estadio Ciudad de los Deportes é um estádio localizado na Cidade do México, México. É a casa do time de futebol América.
Inaugurado em 10 de Janeiro de 1947 como Estadio Ciudad de los Deportes, quando torna-se casa do time de futebol Atlante é renomeado Estadio Azulgrana até 10 de Agosto de 1996, quando a empresa que comprou o estádio e que cedeu ao Cruz Azul rebatiza o estádio com o nome.
Com a chegada dos canteros (como o Cruz Azul é conhecido), muitas reformas foram feitas, deixando o estádio mais seguro e cômodo com 32.904 espectadores lugares.
Em 2 de novembro de 2024, as autoridades locais fecharam o estádio indefinidamente devido à falta de certificações de segurança necessárias e problemas com a infraestrutura do estádio.  O fechamento causou interrupções nos planejamentos do América, Atlante e Cruz Azul. O estádio foi reaberto em 7 de novembro com novas regulamentações, como aumento de segurança no Estádio Ciudad de los Deportes e na Plaza de Toros, promoção do transporte público para chegar aos locais e a proibição de realizar dois eventos no mesmo dia.  O Atlante anunciou que se mudaria para o Estádio Agustín "Coruco" Díaz em Zacatepec, Morelos.  Em 8 de janeiro de 2025, o Cruz Azul anunciou sua mudança para o Estádio Olímpico Universitário, localizado na Ciudad Universitaria, Cidade do México.